# Eleazar ben Perata I
Eleazar ben Perata I (ebraico: אלעזר בן פרטא) (Israele, II secolo – ...) era un saggio ebreo, rabbino Tanna della 3ª generazione (110 – 135 e.v.), contemporaneo minore di Haninah ben Teradion, Eleazar di Modi'im e di Jose il Galileo.

## Storia
Eleazar visse in un periodo in cui, secondo un suo contemporaneo più giovane, l'adempimento religioso della circoncisione veniva punito dai romani con la spada; lo studio della Legge ebraica, con l'impalamento; la celebrazione della Pasqua, con la crocifissione; e l'osservanza della Festa delle Capanne, con il flagello. Nonostante ciò, Eleazar aderiva fedelmente agli insegnamenti della sua religione. Una volta che fu arrestato e gettato in prigione, incontrò Hananiah ben Teradion. Cercò di infondere speranza al suo compagno di prigionia, perché aveva solo un reato contro di lui, quello di insegnare la legge, mentre Eleazar si riteneva perduto, poiché aveva cinque capi d'accusa contro di sé. Hananiah, al contrario, pensava che Eleazar avesse più possibilità di scamparsela, e il seguito dimostrò che aveva ragione: Hananiah fu condannato ad una morte terribile, mentre Eleazar fu assolto.

## Insegnamenti
Gli studi di Eleazar comprendevano sia la Halakhah che l'Haggadah, soprattutto la seconda. Una delle sue omelie mette in guardia contro la calunnia con queste parole: "Osservate come potenti sono le conseguenze della lingua malevola. Imparatele dal destino delle spie. Delle spie si dice infatti «Quegli uomini che hanno riportato relazioni maligne sul territorio, son morti di peste davanti al Signore.» E di che cosa avevan parlato male? Di alberi e di pietre. Se, quindi, coloro che hanno calunniato oggetti immobili sono stati puniti così severamente, quanto maggiore dovrà essere la punizione di colui che diffama il suo prossimo, il suo pari!»
Eleazar trae lezioni pratiche anche dai testi della Tanakh (Bibbia ebraica). In un certo Shabbat alcuni suoi correligionari, avendo appena saputo che i romani li stavano cercando, chiesero consiglio a Eleazar una consulenza legale circa l'ammissibilità di fuga dal pericolo di sabato. Eleazar disse loro di far riferimento alla storia scritturale: "Perché chiedete di me?" disse, "guardate invece Giacobbe e Mosè e Davide, e ciò che hanno fatto in simili circostanze."